# Conjunto histórico

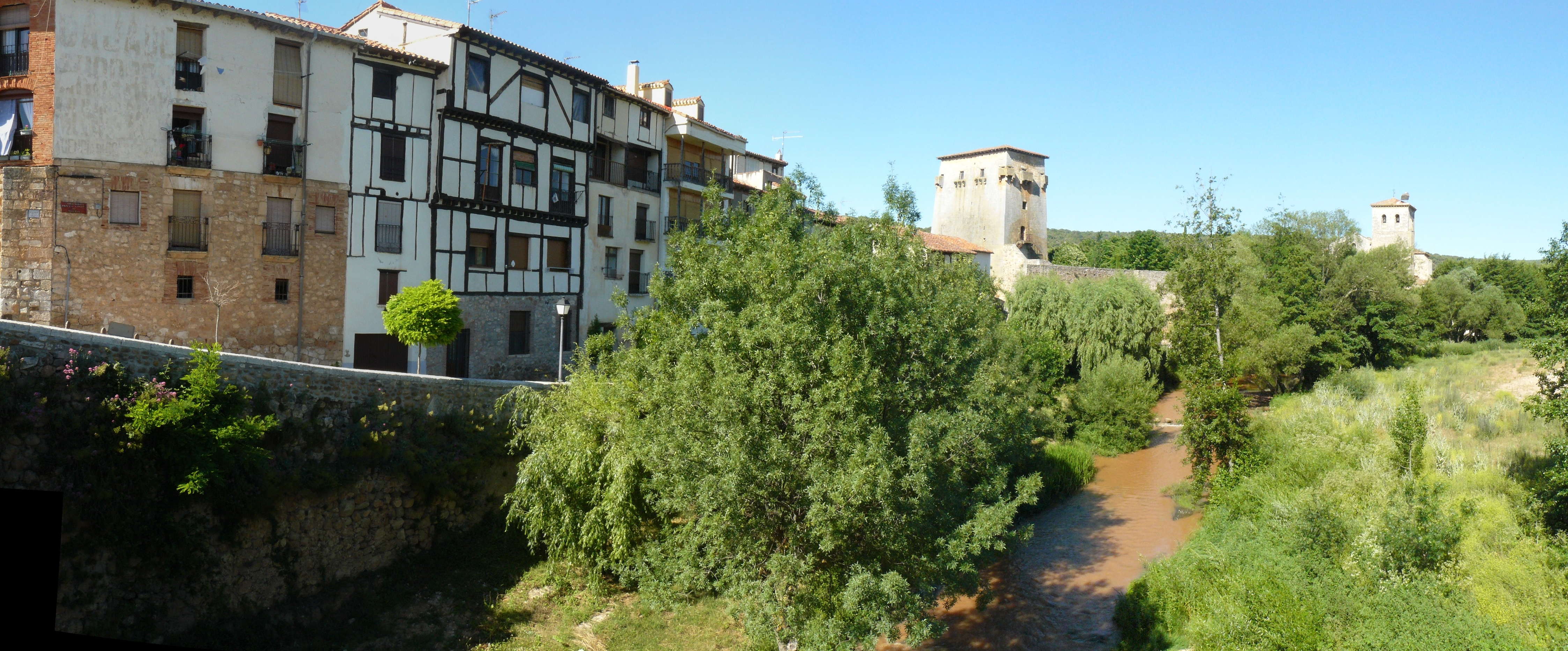
Vista de Covarrubias declarada conjunto histórico-artístico.

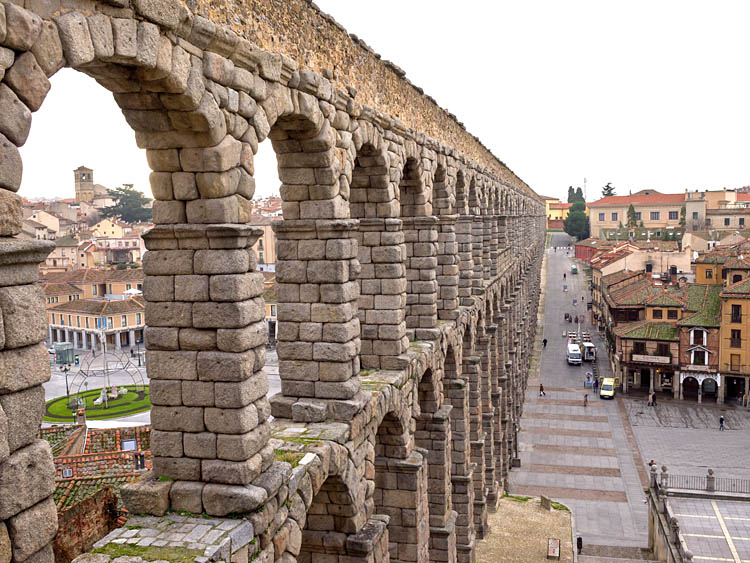
Acueducto de Segovia con la iglesia de El Salvador al fondo y con las plazas de la Artillería a la izquierda y del Azoguejo a la derecha.

En España, un conjunto histórico (anteriormente, conjunto histórico-artístico) es una de las categorías asociadas a la declaración de bien de interés cultural, junto con los monumentos, jardines y sitios históricos, así como zonas arqueológicas.

## Regulación
Según la Ley 16/1985, de 25 de junio, del Patrimonio Histórico Español, un «Conjunto Histórico» es la agrupación de bienes inmuebles que forman una unidad de asentamiento, continua o dispersa, condicionada por una estructura física representativa de la evolución de una comunidad humana por ser testimonio de su cultura o constituir un valor de uso y disfrute para la colectividad. Asimismo es Conjunto Histórico cualquier núcleo individualizado de inmuebles comprendidos en una unidad superior de población que reúna esas mismas características y pueda ser claramente delimitado.
Todos los B.I.C. cuentan con un código BIC en el Registro General de Bienes de Interés Cultural con el formato del tipo R.I.-XX-YYYYYYY-00000, donde los dos primeros dígitos indican el tipo de bien, en el caso de los Conjuntos Históricos el 53, los siete siguientes son el código identificativo del mismo, siendo las cinco últimas cifras, cinco ceros de forma genérica, pudiendo cambiar para identificar partes del mismo bien.[cita requerida]